# Ley de Refugiados de los Estados Unidos de 1980
La Ley de Refugiados de los Estados Unidos de 1980 (Derecho público 96-212) es una enmienda de la Ley de Inmigración y Nacionalidad de 1965 y la Ley de Emigración y Asistencia a los Refugiados. Fue creada para facilitar un procedimiento ordenado y duradero de admisión en los Estados Unidos de los refugiados que fueran de especial preocupación humanitaria para la nación. Además, serviría para proporcionar prestaciones integrales y completas con el fin de que el reasentamiento y la incorporación de aquellos refugiados admitidos sea eficaz. La ley fue terminada el 3 de marzo de 1980, firmada por el presidente Jimmy Carter el 17 de marzo de 1980 y entró en vigor el 1 de abril de 1980. Esta fue la primera enmienda completa de las leyes generales de inmigración en EE. UU. diseñada para hacer frente a la realidad en la que se encontraban los refugiados del momento mediante una política nacional claramente definida y un mecanismo flexible a fin de conocer los progresos de la rápida evolución de la política del mundo actual.
Los principales objetivos de la ley eran crear una nueva definición de refugiado basada en la creada anteriormente en la Convención de las Naciones Unidas y su Protocolo sobre el Estatuto de los Refugiados, ampliar el límite de 17 400 a 50 000 refugiados admitidos cada año fiscal, proporcionar medidas de emergencia para cuando se excedan los 50 000 refugiados y establecer la Oficina de Coordinación estadounidense de Asuntos de Refugiados y la Oficina de Reasentamiento de Refugiados. Lo que es más importante, estableció procedimientos explícitos en la forma de tratar con los refugiados en EE. UU mediante la creación de un reasentamiento uniforme y efectivo, y la incorporación de una política.

## Propósito
La ley reconoce que ha sido una política histórica de los Estados Unidos con la que se respondió a las urgentes necesidades de las personas sometidas a persecuciones en sus países de origen, y con la que se proporcionó a los refugiados admitidos ayuda, refugio y oportunidades de reasentamiento. El objetivo de la Ley de Refugiados era crear un procedimiento uniforme con el cual proveer estas posibilidades a los refugiados.

### Admisión de los refugiados
La Ley de Inmigración y Nacionalidad de 1965 quedó enmendada al definir a un refugiado como una persona que se encuentra fuera de su país de residencia o ciudadanía, o que no posee ninguna nacionalidad, y no puede o no está dispuesto a regresar a su país de origen; también, si no puede o no es partidario a recurrir a la protección de ese país a causa de la persecución o el temor fundado del mismo por motivos de raza, religión, nacionalidad, pertenencia a un grupo social particular e ideología política.
El límite de refugiados admitidos cada año fiscal es de 50 000. Sin embargo, ante una situación de emergencia, el presidente puede modificar este número durante un período de doce meses. El fiscal general también tiene el poder de admitir otros refugiados y otorgar asilo a los extranjeros actuales, pero todas las admisiones deben ser notificadas al Congreso y estar limitadas a 5 000 personas.

## Resumen
Debido a esta ley se creó el cargo de coordinador de los Estados Unidos para los Asuntos de los Refugiados que, a partir de ese momento, debía responder ante el presidente sobre desarrollo de la política general de admisión y reasentamiento de refugiados en el país.
El título IV de la Ley de Inmigración y Nacionalidad fue enmendado cuando se creó la Oficina de Reasentamiento de Refugiados, la cual se encarga de financiar y administrar los programas federales para el reasentamiento nacional y la asistencia a los refugiados. La oficina debe poner a disposición recursos para la preparación y ubicación laboral para que los refugiados sean autosuficientes desde el punto de vista económico. Asimismo, debe brindar oportunidades de formación en inglés, garantizar asistencia de dinero en efectivo y la igualdad de género en todas las actividades de preparación e instrucción. La Oficina también debe crear subvenciones para estos proyectos, consultar con el Estado y administraciones locales sobre el patrocinio y la distribución de refugiados, y desarrollar un sistema para supervisar el empleo de fondos del gobierno mediante evaluaciones, revisiones y la recopilación de datos. Para recibir asistencia, los Estados deben explicar cómo planean cumplir los objetivos de los programas y las exigencias del director, además de presentar un informe al final de cada año fiscal.
El secretario de Estado fue autorizado para asumir el cargo de 1980 a 1981, y el nuevo director trabajó con ellos para desarrollar e implementar programas para los refugiados existentes y, finalmente, asumió el cargo a partir de 1982. El director debe presentar un informe del Congreso al final de cada año fiscal a los comités del Poder Judicial de la Cámara de Representantes de los Estados Unidos y del Senado. Los informes deben contener información sobre la ubicación geográfica, el estado laboral y los problemas de los refugiados, y también incluir sugerencias para estrategias alternativas de reasentamiento. A la Oficina se le concedieron 200 000 000 $ entre 1980 y 1981, y en la actualidad esa cantidad se decide al comienzo de cada año fiscal según los resultados recibidos al final de cada año.

## Historia
No fue sino a raíz del fin de la Segunda Guerra Mundial, cuando Estados Unidos comenzó a diferenciar entre los términos «refugiado» e «inmigrante», y emprendió nuevas políticas para tratar particularmente con los refugiados, mientras que, a nivel exterior, trabajaba en las políticas migratorias. Las primeras medidas quedaron reflejadas en la Ley sobre el Estatuto de los Refugiados y la Ley de los Desplazados de 1948, en la Ley de Ayuda a los Refugiados de 1953 y en la Ley de Fugas de Refugiados de 1957. La Ley de Inmigración y Nacionalidad de 1952 (que fue modificada más tarde en 1965 para incluir, caso por caso, políticas para refugiados) fue la primera ley establecida por la política de inmigración de EE. UU. en un único documento.
La creación de la Ley de Refugiados comenzó con las audiencias del Subcomité Judicial de Inmigración, Seguridad Fronteriza y de Refugiados del Senado de EE. UU. (1965-1968), en las que se recomendó al Congreso crear un sistema homogéneo para los refugiados. Sin embargo, esta propuesta recibió muy poco apoyo. Edward Kennedy inició un proyecto de reforma de la política de refugiados en 1978 e introdujo por primera vez esta idea al Senado de EE. UU. en 1979. Con esta medida, esperaba tratar la necesidad de una política reformada que no estaba diseñada especialmente para las personas de los regímenes comunistas de Europa del Este, o de los gobiernos represivos del Oriente Medio, tal como era en el pasado. En aquel entonces, había un promedio de 200 000 refugiados en EE. UU., de los cuales la mayoría eran indochinos y judíos soviéticos. El coste del reasentamiento rondaba los 4 000 dólares, pero la mayoría de los refugiados pagaron esa cantidad en impuestos de la renta federal.
Muchos estadounidenses temían sentirse desbordados por un gran y repentino aumento de la población de refugiados, pero el límite de 50 000 personas sólo representaba el 10 % del flujo migratorio de EE. UU (1 refugiado por cada 4 000 americanos), un número reducido en comparación con países como Canadá, Francia y Australia. La propuesta de ley fue aprobada por el Senado por unanimidad el 6 de septiembre de 1979 y esta permaneció prácticamente intacta hasta que fue promulgada en 1980.